# Leatherface (filme)
Leatherface (bra: Massacre no Texas; prt: Leatherface - A Origem do Mal) é um  filme norte-americano de 2017, dos gêneros suspense e terror, dirigido por Alexandre Bustillo e Julien Maury com roteiro de Seth M. Sherwood. 
É o oitavo filme da franquia O Massacre da Serra Elétrica, e funciona como uma prequela para o filme original de 1974 para explicar a origem do personagem principal da série. O filme é estrelado por Sam Strike, Lili Taylor, Stephen Dorff, Vanessa Grasse e James Bloor

## Enredo
O filme é uma crônica dos eventos que ocorreu com Jackson(Sam Strike) que aconteceu na sua adolescência, revelando como ele se tornou o Leatherface infame. Adolescente violento, Jackson escapa de um hospital psiquiátrico com seus colegas de cela Bud (Sam Coleman), Ike(James Bloor) e Clarice (Jessica Madsen). O grupo sequestra a enfermeira Lizzy (Vanessa Grasse) em sua fuga. Como o grupo foge com seu cativeiro, eles são perseguidos por Hal Hartman (Stephen Dorff), um vingativo e determinado Ranger do Texas.

## Elenco
- Sam Strike como Jedidiah "Jackson" Sawyer[8]
- Lili Taylor como Verna Sawyer[6]
- Stephen Dorff como Texas Ranger Hal Hartman[9][10]
- Vanessa Grasse como Nurse Lizzy[11]
- James Bloor como Ike[11][12]
- Jessica Madsen como Clarice[13]
- Sam Coleman como Bud[11]

## Produção

### Conceito
Em Janeiro de 2013, foi revelado que, devido ao sucesso de The Texas Chainsaw Massacre 3D, a Millennium Films começou a planejar um filme prelúdio que seria chamado Texas Chainsaw 4 o que era esperado para filmar mais tarde, em 2013, no estado de Louisiana. Mesmo havendo mais de meia dúzia de filmes da franquia, incluindo os remakes e prelúdios o filme se chamaria Texas Chainsaw 4 sendo um indicador de que é um follow-up para o terceiro filme da continuidade inicial, Texas Chainsaw Massacre III O Presidente da Millennium Films Avi Lerner compartilhou o projeto que foi-lhe apresentado por Christa Campbell e Lati Grobman. A Millennium assinou o contrato para produzir e Lionsgate concordou em distribuir o produto final..